# Drei-Meere-Initiative

Die 12 Gründungs-Mitgliedsstaaten der Drei-Meere-Initiative samt der Ukraine und Moldawien

Die Drei-Meere-Initiative ist eine Initiative zur Stärkung der mitteleuropäischen Zusammenarbeit in den Bereichen Politik, Wirtschaft, Infrastruktur, Energiepolitik und Sicherheit. Sie besteht aus dreizehn mittel- und ostmitteleuropäischen Staaten der Europäischen Union vom Baltikum (Ostsee) bis Kroatien (Adria) und Bulgarien (Schwarzes Meer).

## Allgemeines
Die Initiative wurde am 25. August 2016 auf Bestreben Polens und Kroatiens ins Leben gerufen und besitzt bisher keine formelle oder institutionelle Struktur. Mitglieder sind von Anfang an Bulgarien, Estland, Kroatien, Lettland, Litauen, Österreich, Polen, Rumänien, die Slowakei, Slowenien, Tschechien, Ungarn. Auf der 8. Konferenz wurde Griechenland als Vollmitglied aufgenommen. Seit Juni 2022 ist die Ukraine „Participating Partner“ und seit September 2023 Moldawien „Associate Partner“.
Auf ihrer ersten Konferenz in Dubrovnik verständigten sich die ursprünglichen zwölf Staaten auf verstärkte Zusammenarbeit. Kernprojekte beinhalten den Bau von Flüssiggas-Terminals in Kroatien und Polen inklusive einer Pipeline sowie die „Via Carpathia“, eine Straße, die Litauen mit der Ägäis verbinden soll.
Der zweite Kongress der Initiative fand am 6. und 7. Juli 2017 in Warschau unter Teilnahme von Donald Trump statt, der am 20. Januar 2017 US-Präsident geworden war. 
Trump kritisierte, dass sich Deutschland durch die Erdgas-Pipeline Nord Stream 2 zu abhängig von Russland bzw. vom Putin-Regime mache.
Auf dem dritten Treffen im September 2018 in Bukarest erklärte Heiko Maas (Außenminister im Kabinett Merkel IV), Deutschland sei daran interessiert, als „Brückenbauer und Moderator im Geiste europäischer Einheit“ bei der Initiative mitzuwirken und vollwertiges Mitglied in der Drei-Meere-Initiative zu werden. Die Aufnahme eines neuen Mitglieds muss einstimmig erfolgen. Deutschland wurde lediglich ein Partnerstatus ohne Stimmrecht angeboten.
Im Februar 2020 kündigte US-Außenminister Mike Pompeo bei der Münchener Sicherheitskonferenz die Zahlung von einer Milliarde US-Dollar an die Drei-Meere-Initiative an.
Am 24. Februar 2022 begannen russische Streitkräfte auf Befehl von Staatspräsident Putin einen großangelegten völkerrechtswidrigen Überfall auf die Ukraine. 
An dem Gipfel am 20. Juni 2022 nahm der ukrainische Präsident Wolodymyr Selenskyj per Videokonferenz an einem Treffen der Drei-Meere-Initiative teil. Er äußerte Interesse an einer Mitgliedschaft der Ukraine. Die Ukraine wurde sofort als Vollmitglied aufgenommen.

## Name
Die Bezeichnung „Drei-Meere-Initiative“ geht auf die Adria, Ostsee und das Schwarze Meer zurück, zwischen denen die Teilnehmerländer liegen (siehe Abbildung).

## Kennzahlen
Innerhalb der Region der Drei-Meere-Initiative leben auf etwa 28 % der Fläche der EU etwa 22 % der EU-Bewohner, die etwa 10 % des Bruttonationaleinkommens erwirtschaften.

## Ziele der Initiative
Ziel der Initiative ist es, die mitteleuropäische Zusammenarbeit in den Bereichen Politik, Wirtschaft, Infrastruktur, Energiepolitik und Sicherheit zu stärken. Einer der Zentralpunkte ist dabei die Schaffung eines gemeinsamen Energiekorridors und die Diversifizierung der Energieversorgung, um durch den Import von Flüssigerdgas auf dem Seeweg unabhängiger von russischen Gaslieferungen (z. B. über den geplanten Nord Stream) zu sein. Die Initiative versteht sich darin auch nicht als Konkurrenz zur Europäischen Union, sondern sie will – durch das Schaffen eines Gleichgewichts zwischen Ost und West – die Union stärken und die Zusammenarbeit ausbauen.

## Gipfeltreffen
|     | Datum                  | Gipfelort            | Gastgeber                | Anmerkungen                                                                                  |
| --- | ---------------------- | -------------------- | ------------------------ | -------------------------------------------------------------------------------------------- |
| 1.  | 25.–26. August 2016    | Kroatien, Dubrovnik  | Kolinda Grabar-Kitarović |                                                                                              |
| 2.  | 6.–7. Juli 2017        | Polen, Warschau      | Andrzej Duda             | Teilnahme von US-Präsident Donald Trump                                                      |
| 3.  | 17.–18. September 2018 | Rumänien, Bukarest   | Klaus Iohannis           | Teilnahme von Kommissionspräsident Jean-Claude Juncker und von US-Energieminister Rick Perry |
| 4.  | 5.–6. Juni 2019        | Slowenien, Ljubljana | Borut Pahor              | Teilnahme von Kommissionspräsident Jean-Claude Juncker und von US-Energieminister Rick Perry |
| 5.  | 19. Oktober 2020       | Estland              | Kersti Kaljulaid         | [ 13 ]                                                                                       |
| 6.  | 8.–9. Juli 2021        | Bulgarien            | Rumen Radew              | [ 14 ]                                                                                       |
| 7.  | 20.–21. Juni 2022      | Lettland             | Egils Levits             | [ 15 ]                                                                                       |
| 8.  | 6.–7. September 2023   | Rumänien             | Klaus Iohannis           | [ 16 ]                                                                                       |
| 9.  | 11. April 2024         | Litauen, Vilnius     | Gitanas Nausėda          | [ 17 ]                                                                                       |
| 10. | 28.–29. April 2025     | Polen, Warschau      | Andrzej Duda             | [ 18 ]                                                                                       |

## Rundfunkberichte
- WDR – „WDR 5 Morgenecho - Interview“ vom 6. Juli 2017: Trump und die „Drei-Meere-Initiative“ (Fragen an WDR-Energieexperte Jürgen Döschner) (Seite nicht mehr abrufbar. Suche in Webarchiven)